# 가미나가이촌
가미나가이촌(上長井村)은 야마가타현 미나미오키타마군에 있던 촌이다.

## 역사
- 1889년 4월 1일 - 정촌제 시행에 수반해 3촌이 합병해 미나미오키타마군 가미나가이촌이 성립하였다.
- 1953년 8월 1일 - 요네자와시에 편입해 소멸하였다.

## 참고문헌
- 『市町村名変遷辞典』東京堂出版、1990年。